# Президентский мост

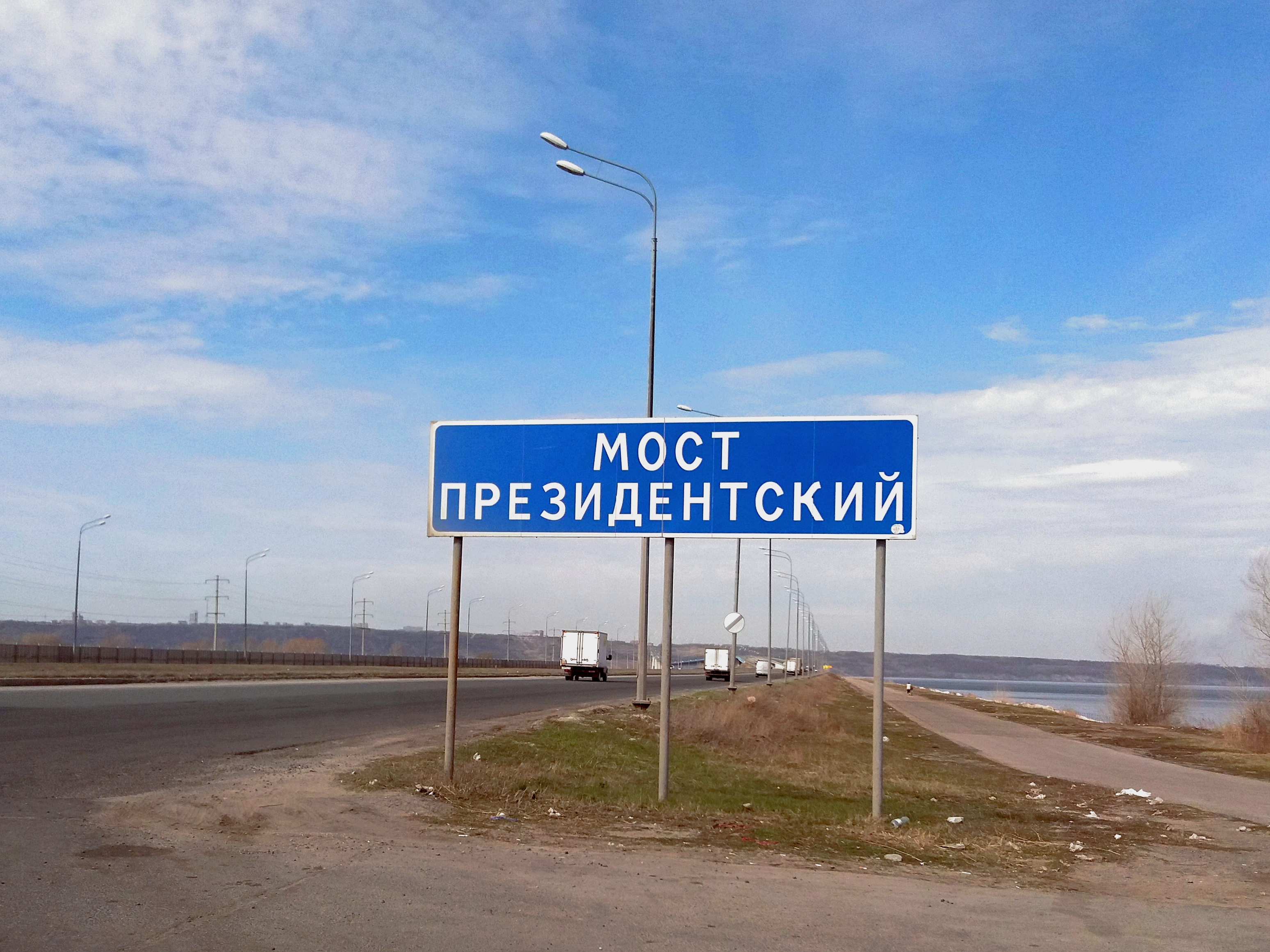
Информационный знак "Президентский мост".

Президентский мост — совмещённый металлический двухъярусный балочный мост через реку Волгу (Куйбышевское водохранилище). Он соединяет правобережную и левобережную части города Ульяновска и Ульяновской области. Длина моста — 5825 метров, общая длина мостового перехода — 12 970 метров. Длина одного стандартного пролётного строения — 221 метр, вес — более 4000 тонн. Ширина моста (верхний ярус) — 25 метров. Высота опор — от 11 метров у левого берега до 60 метров у правого берега.

## История

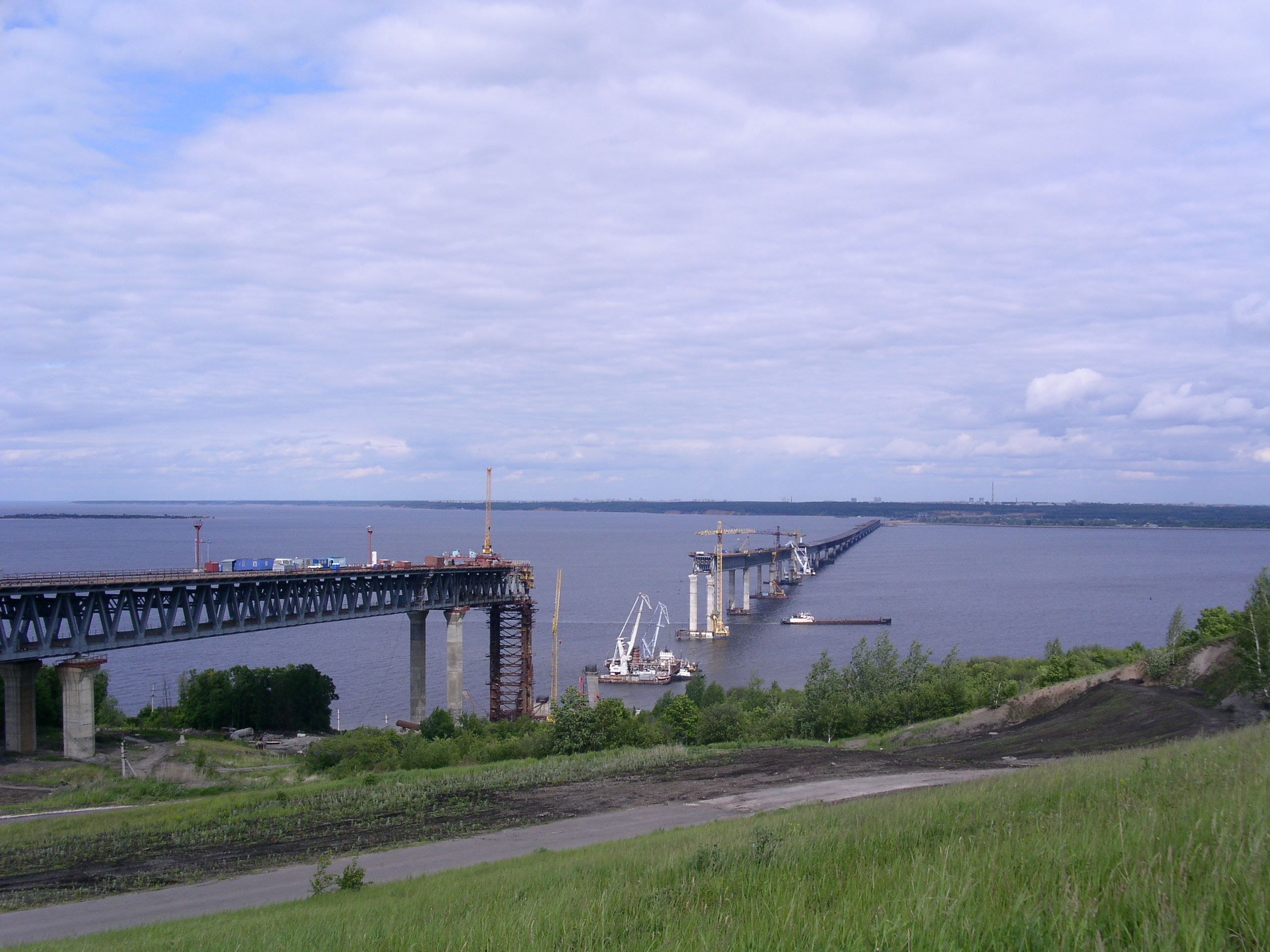
Строительство моста (июнь 2008)

Проектирование второго мостового перехода через реку Волгу в городе Ульяновске начато в 1980 году (первый — Императорский мост). Проект строительства утверждён распоряжением Совета Министров РСФСР от 23 ноября 1988 года № 1251-Р со стоимостью объекта 400 миллионов рублей (в ценах 1984 года) и сроком строительства 9 лет. Проектно-сметная документация с выделением первого пускового комплекса первой очереди строительства мостового перехода утверждена распоряжением Главы администрации Ульяновской области № 405-р от 16 апреля 2003 года. Металлическая эстакада мостового перехода запроектирована ОАО «Гипротрансмост». Проект производства работ выполнен ОАО «Институт Гипростроймост».

Памятный знак "Мостоотряд 51".

26 февраля 1986 года для строительства моста был создан «Ульяновскмостострой», который возглавил Николай Дмитриевич Сентюрин. Непосредственно мост начал строиться с весны 1986 года со строительства производственных баз и необходимой социальной инфраструктуры (посёлок Мостоотряд-121). Первая опора моста (№ 14) была забетонирована в 1988 году, а первое пролётное строение (ПС 13-14), которое соединило одиннадцатую и двенадцатую опоры было смонтировано 10 августа 1991 года.
23 июня 1992 года Президент Борис Ельцин подписал Постановление Правительства РФ № 424 «О строительстве мостового перехода через Волгу в городе Ульяновске», в соответствии с которым завершение строительства планировалось в 1996 году.
С апреля 1995 года по апрель 1998 года строительство мостового перехода через реку Волгу в городе Ульяновске было приостановлено в связи с отсутствием финансирования из федерального бюджета. Постановлением Правительства РФ от 08 октября 1998 года № 1176 было решено возобновить строительство мостового перехода. 
Общая стоимость строительства мостового перехода через реку Волгу в Ульяновске в ценах 2008 года — 38,4 миллиарда рублей. Общий срок строительства первой очереди мостового перехода составил 23 года, что превысило нормативный период строительства на 14 лет и привело к удорожанию объекта (при среднем инфляционном росте 1 миллиард рублей в год) на 14 миллиардов рублей.
Генеральным подрядчиком строительства с 2002 года являлось ЗАО «Балтийская строительная компания-Санкт-Петербург», субподрядчиками — с 2002 года ООО «Ремстроймост» (в составе ГК «Волгатрансстрой»), а с 2005 года и ОАО «Волгомост»(в составе группы «СОК»), металлоконструкции изготовлены Воронежстальмост в Воронеже.

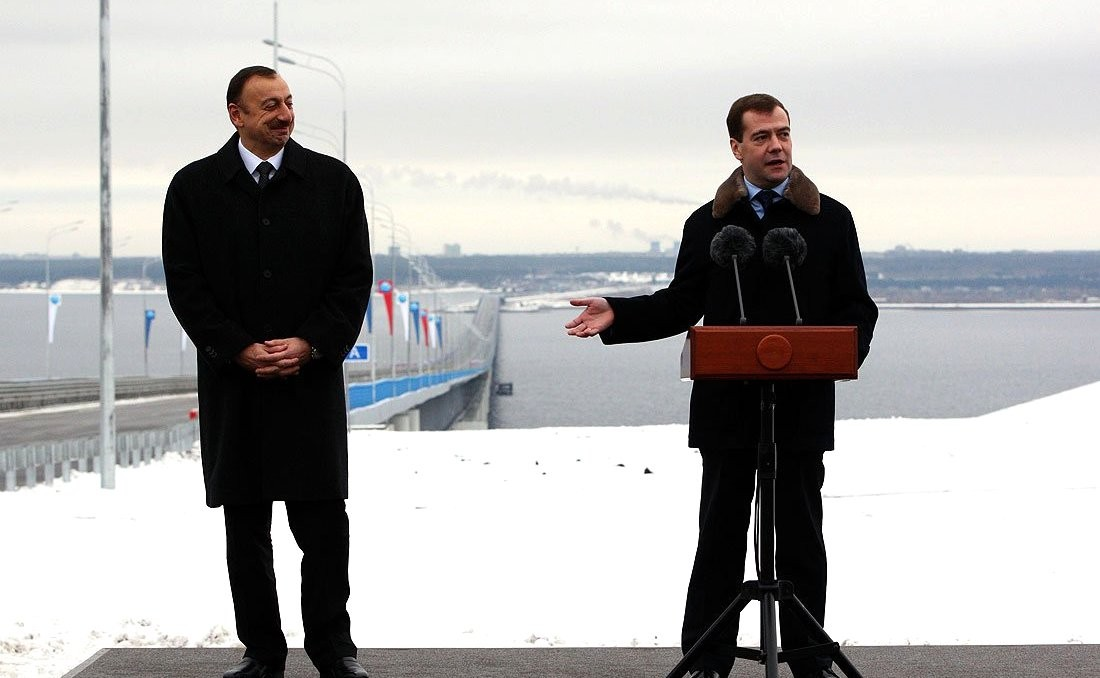
Церемония открытия первой очереди Волжского мостового перехода (2009).

Мост был включён в федеральную целевую программу «Модернизация транспортной системы России» на 2002—2010 годы и является важным участком транспортного коридора, соединяющего европейскую часть России с Уралом, Сибирью и Дальним Востоком.
Официальная церемония открытия первой очереди моста состоялось 24 ноября 2009 года. В ней приняли участие президент России Дмитрий Медведев и президент Азербайджана Ильхам Алиев. В честь этого события мост и получил своё название. Последний был приглашён, поскольку к принятию решения о строительстве моста в начале 1980-х годов имел отношение его отец Гейдар Алиев, на тот момент — первый заместитель председателя Совета министров СССР.

### Транспортные развязки
30 ноября 2011 года состоялась торжественная церемония открытия автомобильного движения по второму пусковому комплексу первой очереди строительства моста. Данный комплекс позволил включить мостовой переход в транспортную инфраструктуру города Ульяновска. При строительстве второго пускового комплекса использованы самые современные инженерные решения, новаторские материалы и технологии. Развязка позволила обеспечить прямой выезд легкового и общественного транспорта с мостового перехода непосредственно в город, тем самым сократив перепробег на правобережном подходе. В состав развязки вошли 7 съездов общей протяжённостью 2,8 км, 4-х полосный путепровод, пешеходный мост с тротуарами, система водоотвода, светодиодное освещение.
12 февраля 2020 года в Москве на расширенном заседании Комитета по экономической политике Совета Федерации РФ было одобрено выделение Ульяновской области в 2021-2023 годах 3,3 миллиарда рублей для обустройства второго этапа второго пускового комплекса моста через Волгу.
25 августа 2021 года, при участии заместителя председателя правительства России Марата Хуснуллина, главы региона Алексея Русских, представителей Росавтодора, состоялась Торжественная церемония открытия новой развязки и открытие памятника мостостроителям.

## Назначение моста

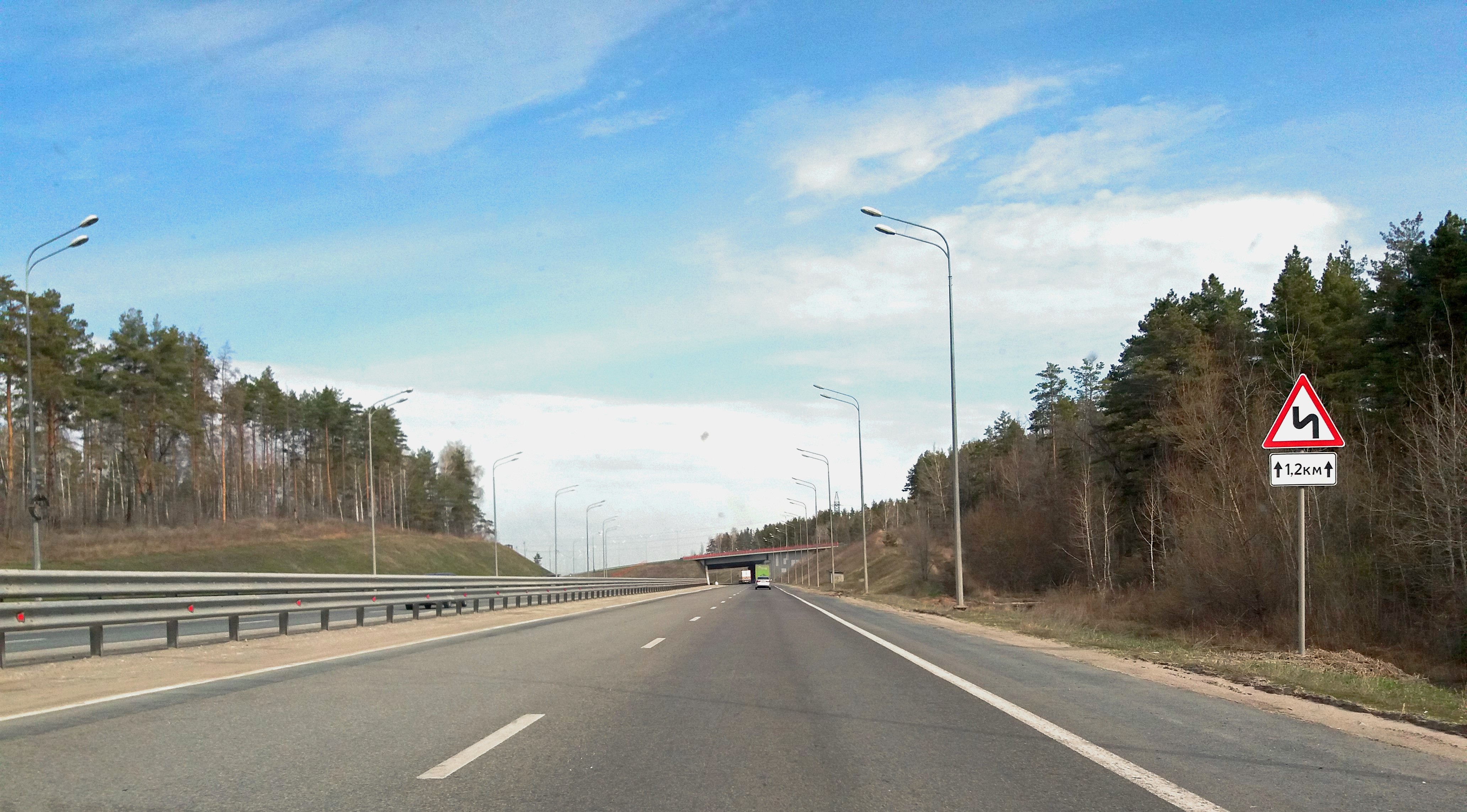
Транспортная развязка "Президентского моста" (Левый берег).

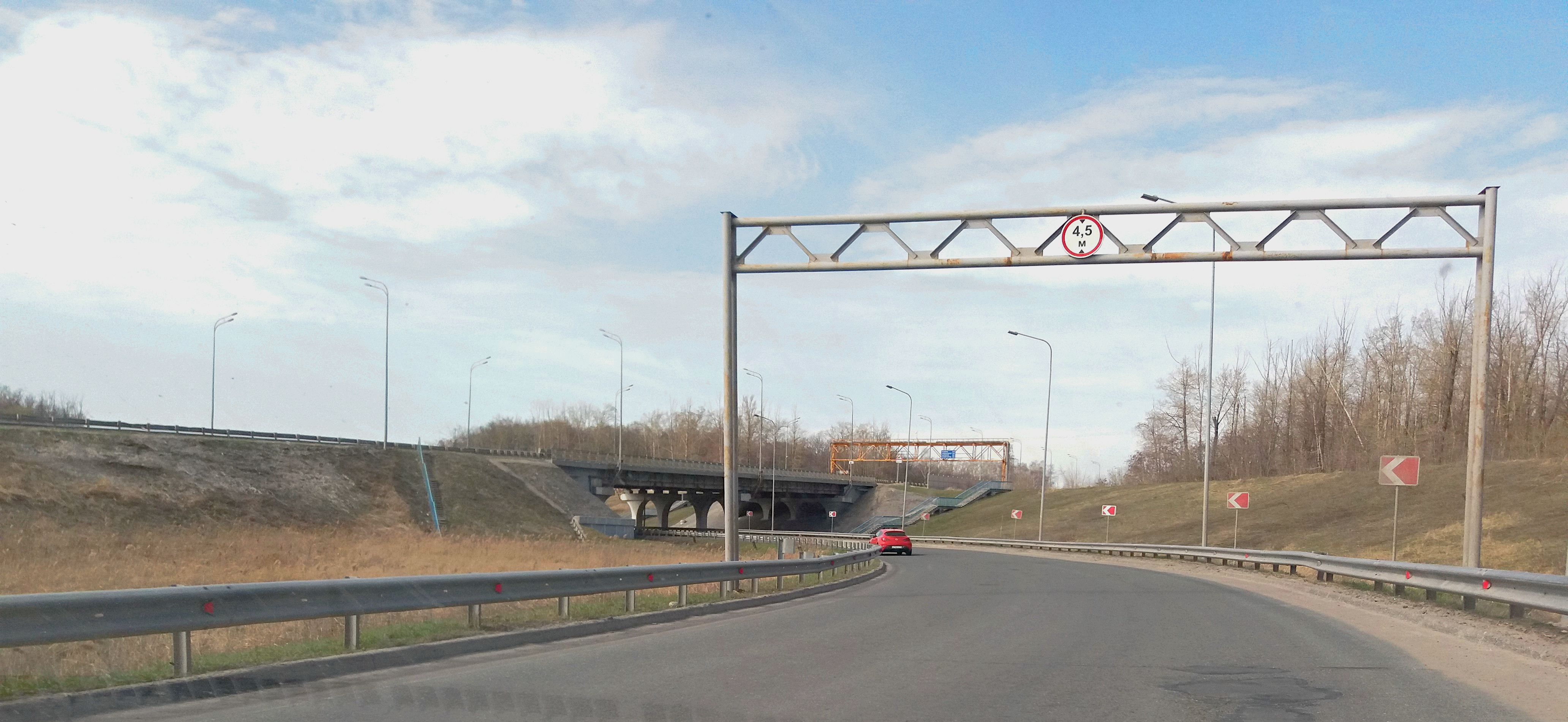
Транспортная развязка "Президентского моста" (Правый берег).

В соответствии с федеральной целевой программой назначением Президентского моста является:
- Обслуживание стратегически важного Ульяновского транспортного узла.
- Создание основы нового направления автодорожного маршрута в международном транспортном коридоре «Транссиб», позволяющего обеспечить снижение транспортных издержек при доставке грузов и пассажиров за счёт переключения на него существенной части автотранспортных потоков.
- Улучшение транспортного обслуживания районов Ульяновской области и Среднего Поволжья.
- Разгрузка находящейся в аварийном состоянии автодорожной части существующего совмещённого с железнодорожными путями городского моста.
- Повышение качества жизни населения города, существенное снижение отрицательного воздействия на окружающую среду.

## Конструкция
Двадцать четыре металлических пролётных строения (металлоконструкции ЗАО «Воронежстальмост»). Схема моста: 242 м (эстакада) + 66 м + 20×221 м + 205 м + 166 м + 2×221 м + 293 м (эстакада).
Ширина верхнего яруса — 25 метров, габарит — 21 метр с тротуарами по 1,5 метра, и велодорожками по 1 метру, по две полосы движения в каждом направлении, имеется центральная разделительная полоса, что соответствует трассе I категории.
Ширина нижнего яруса (2-я очередь строительства) — 13 метров. По нему планировалось осуществлять 2-полосное движение скоростного трамвая.
Общая ширина земляного полотна на подходах к мосту (левобережном и правобережном) — 34,5 метра. Прогнозная интенсивность движения по мосту до 30 тысяч автомобилей в сутки.
В составе мостового перехода 6 путепроводов. Расчётная скорость движения по мосту — 90 км/ч.
Для вывода транспорта на высокий правый берег исключая серпантин на правобережном склоне устроена выемка глубиной 40 метров и сам мост имеет уклон около 35 промилле.

## Новшества
При строительстве мостового перехода в г. Ульяновске применены следующие новшества:
- При бетонировании буровых свай применён сухой сброс бетона на глубину до 25 метров, что привело к изменению строительных норм и правил, впервые в истории отечественного и зарубежного мостостроения в качестве фундаментов использованы буронабивные сваи диаметром 2,75 метра с уширением в нижней части до 5 метров.
- Конструкция решётчатого пролётного строения предусматривает соединение элементов на узловых коробках, что значительно увеличило жёсткость узлов конструкции и привело к экономии материалов.
- Для монтажа пролётных строений разработана и применена уникальная технология, заключающаяся в заводке пролётного строения между опорами и подъёма, подвозимого на плаву в низком уровне, с помощью гидромодулей «Фрейсине» на высоту до 60 метров. Данный способ монтажа позволил уйти от дорогостоящего полунавесного метода и сократил срок строительства на 12 месяцев.
- С целью увеличения сроков службы защитных покрытий применены антикоррозийные покрытия с гарантийным сроком службы до 15 лет системы «Высокодисперсные металлические порошки» (ВМП)[15] и «Стилпейнт»[16].
- Покрытие мостового полотна выполнено из наиболее перспективных и долговечных на сегодняшний день дорожно-строительных материалов: щебёночно-мастичного асфальтобетона (ЩМА-15) и литого асфальтобетона. ЩМА применён в верхнем слое покрытия. Литой асфальтобетон, выполняющий защитные функции наплавляемой гидроизоляции, служит одновременно и дополнительным слоем изоляции мостовых конструкций, обладая абсолютной водонепроницаемостью. Оба применённых материала изготавливались с добавлением специальных полимеров, что улучшило их реологические свойства. Несмотря на это полотно потребовало ремонта через 3 года.

## Автомобильное движение
Постоянный проезд по новому мостовому переходу открыт 27 ноября 2009 года. Ограничено движение только для большегрузного транспорта с полной массой свыше 80 тонн или нагрузкой на ось, превышающей 11 тонн.
В зимний период вводится ограничение по скорости проезда. Оно составляет 60 км/ч. Данная предупредительная мера согласована с органами ГИБДД и направлена на обеспечение безопасного проезда по мосту и предотвращения злоупотребления скоростными режимами.
Единственным маршрутом городского общественного транспорта, проходящим через мост, является автобус 10 (см. Ульяновский автобус). Маршрут был открыт в 2010 году, и его работа была приостановлена в 2018 году. 26 августа 2021 года он возобновил работу. Ранее, в 2010 году, также ходило несколько маршрутов частных перевозчиков на автобусах ПАЗ.

## Велосипедное движение
На мосту разрешено велосипедное движение по обочине. Любые остановки на мосту запрещены.

## Интересные факты
- Ульяновский мост с момента постройки и до 2012 года являлся самым длинным мостом в России и является одним из самых длинных в Европе[20].
- Пролётные строения моста начали устанавливать с середины русла реки.
- Фактическое открытие движения состоялось вечером 13 ноября 2009 года в связи со взрывом на ФГУП «31 Арсенал» Министерства Обороны РФ и закрытием движения по «старому» мосту[21]. Утром 14 ноября 2009 года движение было закрыто.
- На строящемся мосту был снят видеоклип группы «Ничья» на песню «Ничья»[22]. В клипе можно увидеть 4 построенных к тому времени пролёта моста[23] .
- В июле 2017 года кинокомпания «Гамма-продакшн» снимала новый сериал по заказу НТВ «Морские дьяволы», эпизоды которого были сняты на втором ярусе Президентского моста[24].
- В 2019 году на нижнем ярусе Президентского моста снимался новый сезон известного сериала о непростых буднях спасателей «Пять минут тишины»[25].

## Галерея

Памятник мостостроителям.
Памятник мостостроителям.
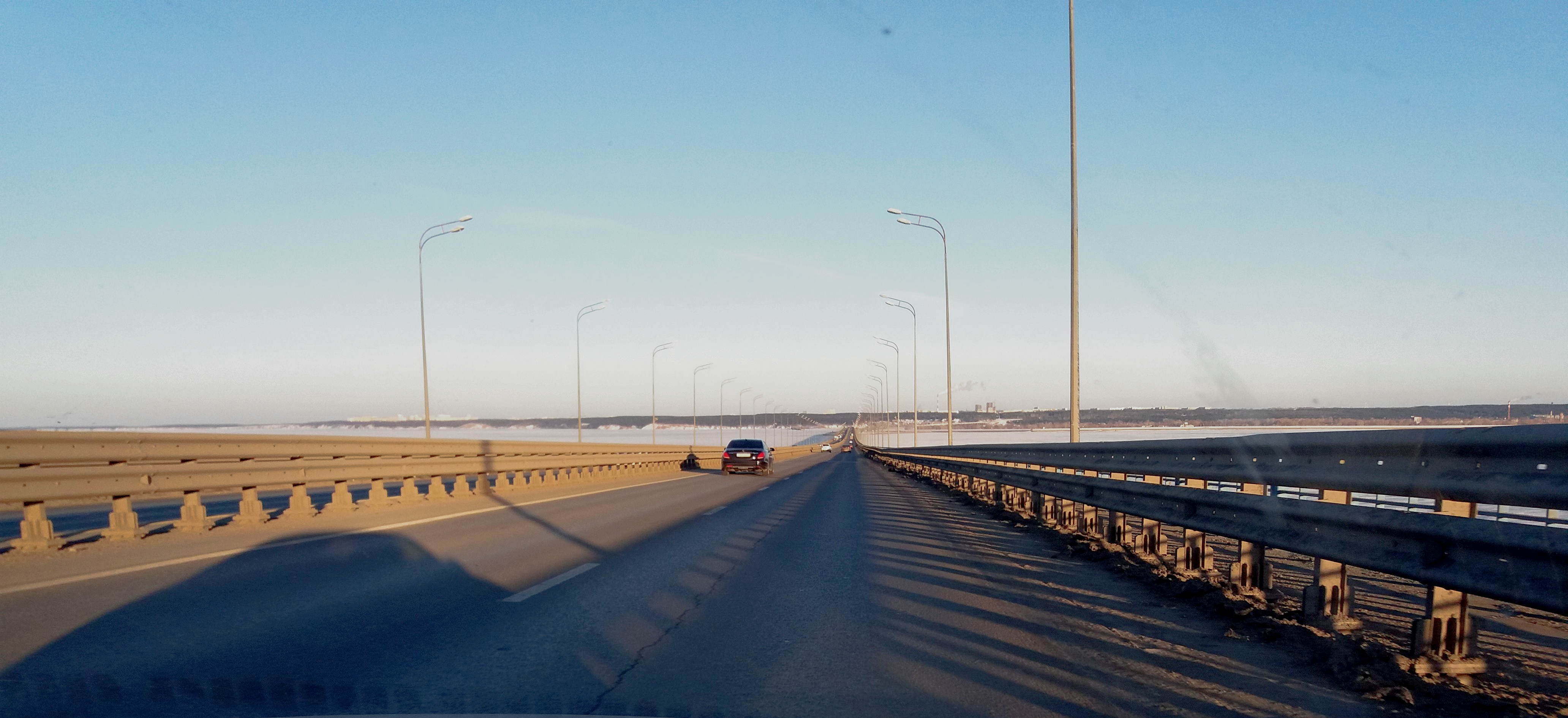
Панорама Президентского моста.
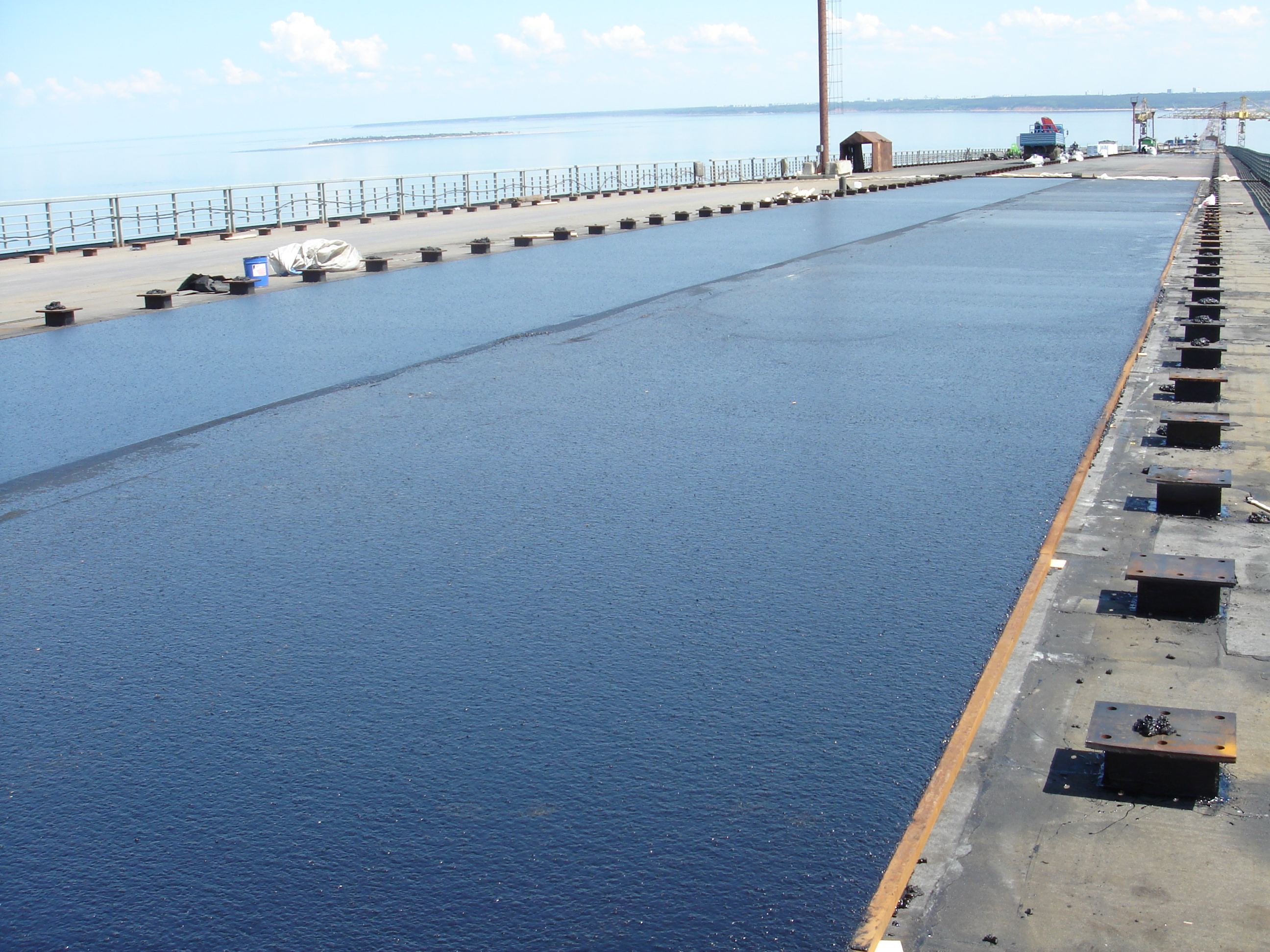
Строительство моста. Покрытие мостового полотна.
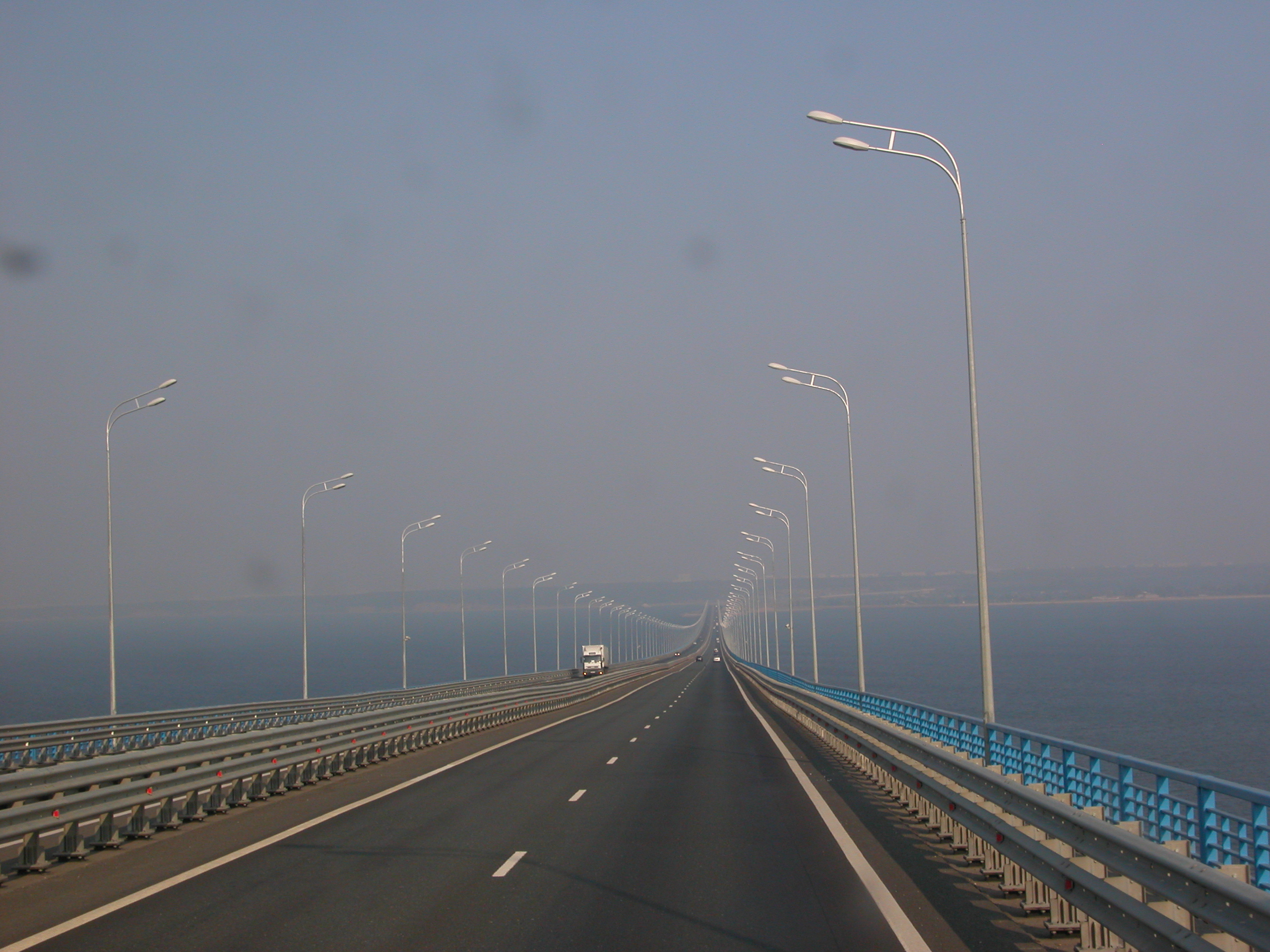
На мосту.
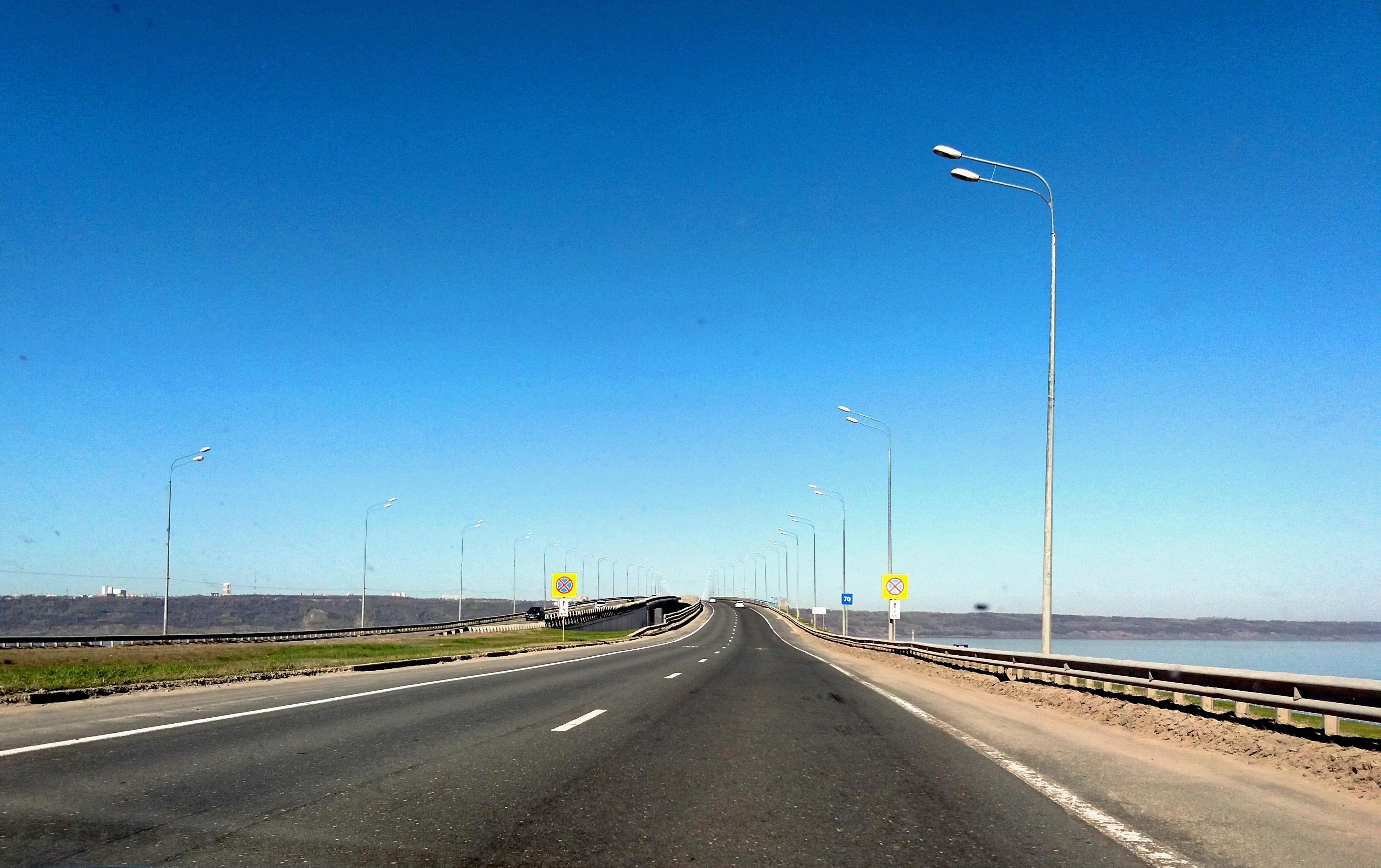
Въезд на Президентский мост.
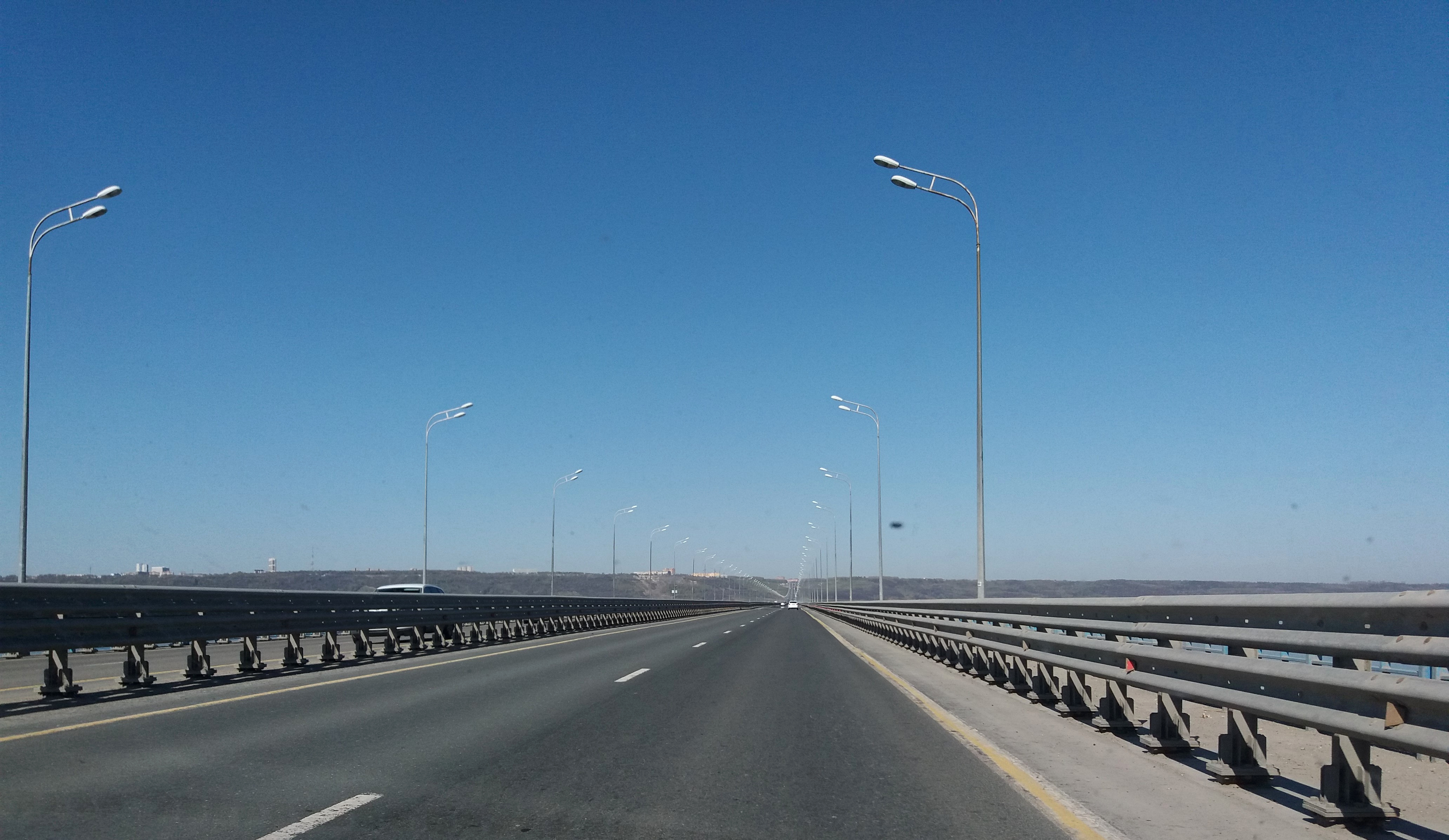
На Президентском мосту.